# Friedrich Karl Brugmann
Friedrich Karl Brugmann (ur. 16 marca 1849 w Wiesbaden, zm. 29 czerwca 1919 w Lipsku) – niemiecki językoznawca, indoeuropeista, jeden z założycieli szkoły młodogramatyków. Od 1882 roku profesor Uniwersytetu w Lipsku.

## Życiorys
Urodził się 16 marca 1849 w Wiesbaden jako syn późniejszego dyrektora kasy państwowej Wilhelma Brugmanna. Po ukończeniu gimnazjum w rodzinnej miejscowości podjął  w roku 1867 studia filologiczne w Halle a. S.  Rok później został studentem uniwersytetu w Lipsku, gdzie jego nauczycielem był zajmujący się językoznawstwem porównawczym Georg Curtius. W roku 1871 doktorat na podstawie rozprawy o języku greckim. 1872 w Bonn egzamin państwowy z zakresu filologii. Pracuje jako nauczyciel w Wiesbaden, a potem w Lipsku.
1877 rezygnuje z pracy nauczycielskiej, po czym habilituje się w Lipsku z sankskrytu i językoznawstwa porównawczego. Od 1878 pracuje jako asystent w katedrze filologii uniwersytetu lipskiego.  W roku 1882 zostaje profesorem nadzwyczajnym, a w 1884 profesorem zwyczajnym. Otrzymuje etat profesora na uniwersytecie we Freiburgu. W 1887 powraca do Lipska i obejmuje stanowisko profesora indoeuropeistyki. W Lipsku spędził 32 lata. Rozwinął tam bogatą aktywność naukową, tworząc na uniwersytecie ważny ośrodek badań indoeuropeistycznych.

## Badania naukowe
Czołowy przedstawiciel szkoły młodogramatyków, zwolennik tezy o bezwyjątkowości praw głosowych. Autor ok. 400 publikacji. Jego najważniejszym dziełem  (przy współudziale Bertholda Delbrücka) jest  Grundriß der vergleichenden Grammatik der indogermanischen Sprachen, 5-tomowe dzieło obejmujące fonetykę i morfologię języków indoeuropejskich. Z Wilhelmem Streitbergiem założył w 1882 istniejące do dziś czasopismo „Indogermanische Forschungen”.  

## Wybrana twórczość
- Ein Problem der homerischen Textkritik und der vergleichenden Sprachwissenschaft (1876)
- Zum heutigen Stand der Sprachwissenschaft (1885)
- Grundriss der vergleichenden Grammatik der indogermanischen Sprachen (współautor: Berthold Delbrück), t. 1-5 (1886–1900)
- Kurze vergleichende Grammatik der indogermanischen Sprachen (1904)[5]
- Die Demonstrativpronomina der indogermanischen Sprachen (1904)
- Morphologische Untersuchungen auf dem Gebiete der indogermanischen Sprachen (współautor: Hermann Osthoff), t. 1-6, 1878–1890)
- Litauische Volkslieder und Märchen aus dem preussischen und dem russischen Litauen (współautor: August Leskien, 1882)